# 国連開発の十年
国連開発の十年（こくれんかいはつのじゅうねん）とは、国際連合の開発戦略のことで、現在まで継続されており、第5次を数えている。もともとは、アメリカ合衆国のケネディ大統領の提案。国際の十年の一つ。

## 概要
長らく植民地支配を受けてきた発展途上地域（多くは独立し、発展途上国へ移行）の貧困問題などを受け、1961年から1970年までの10年間において、発展途上地域の経済成長率を年率5%に向上させることを主眼においた、国際的な枠組みに基づいた開発戦略。初めて南北問題に光を当てた国際的な取り組みとして知られる。
1971年以降は数次計画に移行し、2008年現在は第5次国連開発の10年の期間中。